# Thin Ice
Thin Ice (traducido literalmente como Hielo delgado) es el tercer episodio de la décima temporada de la serie británica de ciencia ficción Doctor Who. Está escrito por Sarah Dollard y fue transmitido el 29 de abril de 2017 por el canal BBC One.
El Doctor (Peter Capaldi) y Bill Potts (Pearl Mackie) visitan la última gran feria helada de Londres en 1814, pero pronto encuentran que algo siniestro está al acecho bajo el Támesis congelado.

## Argumento
El Doctor (Peter Capaldi) y Bill (Pearl Mackie) descubren que han llegado a Londres en 1814, en medio de una helada justo en el Támesis congelado. Se disponen a explorar, sin saber que los sensores de la TARDIS han identificado una gran forma de vida bajo el hielo.
El destornillador sónico del Doctor es robado por Spider (Austin Taylor), un carterista huérfano dirigido por Kitty (Asiatu Koroma). El Doctor y Bill persiguen a Spider y Kitty lejos de la feria. Allí, unas luces brillantes bajo el hielo rodean a Spider y antes de que el Doctor pueda salvarlo, Spider es engullido por el hielo. Rastrean a Kitty y averiguan que han sido pagados para atraer a más gente a la feria, con algunos desaparecidos.
El Doctor y Bill se meten en trajes de buceo y se dejan atrapar por las luces brillantes; Las luces pertenecen a peces extraños, y encuentran una criatura marina gigante atrapada con cadenas, que ha devorado a las personas que atrapaban las luces. Tras salir de ahí, descubren que el benefactorde de Kitty es el rico señor Sutcliffe (Nicholas Burns). Sutcliffe afirma que su familia ha utilizado a la criatura para amasar una fortuna alimentándola de víctimas y luego recolectando y vendiendo sus desechos como un reemplazo más potente que el carbón. Temiendo que el Doctor sabe demasiado, Sutcliffe apresa al Doctor y a Bill para que sean devorados por la criatura, mientras que él prepara una bomba para hacer que el hielo se rompa con el mayor número de víctimas posibles para comida de la criatura. El Doctor y Bill escapan de sus ataduras, y mientras Bill trabaja con Kitty y los otros huérfanos para despejar a la gente del hielo, el Doctor coge la bomba y la coloca en las cadenas de la criatura. Cuando Sutcliffe hace detonar la bomba, la criatura se libera y Sutcliffe desaparece en el agua helada tras caer. El Doctor corrige el testamento de Sutcliffe y su personal y su mansión pasa a ser propiedad de los huérfanos, permitiéndoles vivir allí todo el tiempo que quieran.
Al regresar al presente, Nardole (Matt Lucas) regaña al Doctor por romper su juramento de quedarse en la Tierra. Bill encuentra en los viejos periódicos que los huérfanos vivieron una vida satisfactoria, aunque le sorprendió que no se mencionara a la criatura del río. Nardole, al revisar la bóveda debajo de la universidad, oye algo detrás de su puerta golpear repetidamente y dice que él lo liberará únicamente con una petición del Doctor.

### Continuidad
- El Doctor menciona que él ha asistido a Frost Fairs antes. En "Un hombre bueno va a la guerra", River Song dice que el Undécimo Doctor la llevó a patinar sobre hielo al el río Támesis en 1814 por su cumpleaños, donde Stevie Wonder le cantó bajo el Puente de Londres.[1] El Primer Doctor llevó a Vicki y a Steven a la feria 1814 en Frostfire, donde encuentran a Jane Austen.[2] El Duodécimo Doctor llevó a Clara Oswald a una feria de heladas en la década de 1890 en la novela Silhouette, después de prometer llevarla a uno de ellos en "El conserje".[3]

- "Doctor Disco" es el mismo nombre que el Doctor utilizó cuando dejó a Clara un mensaje de voz en "La invasión Zygon".[1]

- Bill Potts se preguntó si iba a ser vendida como esclavo, porque está en el período de la Regencia y habla del efecto mariposa donde si una mariposa es aplastada, puede cambiar la línea del tiempo. Martha Jones se preguntó lo mismo en "El código Shakespeare“.

## Producción
La lectura para el segundo bloque de producción de la décima temporada tuvo lugar el 18 de julio de 2016, y la filmación comenzó el 1 de agosto de 2016, comenzando con el tercer episodio de la serie, "Hielo delgado", y luego el cuarto episodio, "Toc Toc".

## Emisión y Recepción

### Emisión
El episodio fue visto por 3,76 millones de espectadores durante la noche, una ligera disminución respecto a los dos episodios anteriores. El episodio recibió 5,61 millones de visionados en general.

### Recepción
"Hielo delgado" recibió críticas generalmente positivas de los críticos, muchas de ellas dirigidas al tema del racismo en el episodio como bien ejecutado.